# Ugovor o suradnji na području patenata
Ugovor o suradnji na području patenata (PCT) je međunarodni ugovor o patentnom pravu, koji je sklopljen 1970. godine. On pruža jedinstven postupak za podnošenje patentnih prijava radi zaštite izuma u svakoj od država ugovornica. Ugovor o suradnji na području patenata (PCT) omogućava podnošenje jedne patentne prijave s istovremenim učinkom u više zemalja umjesto podnošenja nekoliko odvojenih nacionalnih i/ili regionalnih patentnih prijava.
Na temelju Ugovora o suradnji na području patenata (PCT) svaka osoba koja ima prebivalište/sjedište u državi ugovornici ili je državljanin te države može podnijeti međunarodnu prijavu te jednom međunarodnom prijavom zahtijevati međunarodno pretraživanje i međunarodno prethodno ispitivanje, i time odgoditi postupak traženja zaštite u pojedinim nacionalnim i/ili regionalnim uredima za najviše 30 mjeseci računajući od datuma prvenstva ili međunarodnog datuma podnošenja. Prijava patenta podvrgnuta PCT-u naziva se međunarodna prijava ili PCT prijava.
PCT prijava se podnosi na jednom jeziku ovlaštenom prijemnom uredu (Receiving Office (RO)), odnosno pojedinim nacionalnim i/ili regionalnim uredima ovisno o nacionalnosti ili državljanstvu podnositelja prijave ili direktno nadležnom Međunarodnom uredu Svjetske organizacije za intelektualno vlasništvo. Potom se vrši pretraživanje stanja tehnike koju obavlja Ovlašteno tijelo za međunarodno pretraživanje (International Searching Authority (ISA)) koje rezultira izvješćem o međunarodnom pretraživanju, uz pisano mišljenje o patentibilnosti izuma, koji je predmet prijave. Nakon čega, ako podnositelj ne povuće prijavu patenta, slijedi međunarodna objava.  Po izboru, može uslijediti međunarodno prethodno ispitivanje koje provodi Ovlašteno tijelo za međunarodno prethodno ispitivanje (International Preliminary Examining Authority (IPEA)). Konačno, nadležna nacionalna ili regionalna tijela upravljaju pitanjima koja se odnose na ispitivanje zahtjeva (ako je to predviđeno nacionalnim zakonom) i izdavanje patenta.

## Postupak međunarodne prijave patenta (PCT)
PCT postupak sastoji se od dvije glavne faze: međunarodne faze postupka i nacionalne i/ili regionalne faze postupka. Međunarodna faza počinje podnošenjem međunarodne prijave, a nacionalna i/ili regionalna faza počinje podnošenjem međunarodne prijave pojedinim nacionalnim i/ili regionalnim uredima, te završava (u slučaju povoljnog ishoda za podnositelja zahtjeva) dodjelom određenog broja nacionalnih i / ili regionalnih patenata. Prva faza naziva se međunarodna faza dok se druga naziva nacionalna faza.

### Međunarodna faza
Međunarodna faza postupka sastoji se od pet koraka. Prva tri koraka sastoje se od podnošenja međunarodne prijave patenta, uspostavljanja izvješća o međunarodnoj pretrazi i pisanog mišljenja jednog od "međunarodnih tijela za pretraživanje", te objavljivanja međunarodne prijave i izvješća o međunarodnoj pretrazi. Po izboru i na izričit zahtjev podnositelja PCT prijave uz plaćanje dodatnih pristojbi u međunarodnoj fazi postupka mogu se provesti još dva koraka: međunarodna dopunska pretraga i/ili međunarodno prethodno ispitivanje.

#### Podnošenje međunarodne prijave (PCT)
Prvi korak postupka sastoji se od podnošenju međunarodne patentne prijave nadležnom prijemnom patentnom uredu ili direktno nadležnom Međunarodnom uredu Svjetske organizacije za intelektualno vlasništvo. Osobe koje imaju prebivalište/sjedište u Republici Hrvatskoj ili su državljani Republike Hrvatske mogu podnijeti međunarodnu prijavu putem Državnog zavoda za intelektualno vlasništvo Republike Hrvatske ili direktno nadležnom Međunarodnom uredu Svjetske organizacije za intelektualno vlasništvo (WIPO/OMPI).
PCT prijava patenta mora se podnijeti samo na jednom jeziku, iako se prijevodi mogu zahtijevati za međunarodnu pretragu i međunarodnu objavu, ovisno o jeziku podnošenja i Ovlaštenom tijelu za međunarodno pretraživanje koje vrši pretragu u međunarodnoj fazi. U Republici Hrvatskoj, međunarodna prijava se podnosi na engleskom ili hrvatskom jeziku u jednom primjerku. Ako je međunarodna prijava podnesena na hrvatskom jeziku, podnositelj je obvezan Državnom zavodu za intelektualno vlasništvo dostaviti prijevod međunarodne prijave na engleski jeziku roku od mjesec dana od međunarodnog datuma podnošenja.
Nakon podnošenja PCT prijave patenta, sve države ugovornice automatski su naznačene. Međunarodna prijava patenta koja ispunjava zahtjeve PCT ugovora te joj je utvrđen datum podnošenja, ima učinak regularne nacionalne prijave patenta u svakoj naznačenoj državi od PCT datuma podnošenja koji se ujedno smatra datumom podnošenja u svakoj od naznačenih država.

#### Međunarodna pretraga i pisano mišljenje
Ovlašteno tijelo za međunarodno pretraživanje (International Searching Authority (ISA)) vrši pretragu ili međunarodnu pretragu stanja tehnike kako bi pronašlo najrelevantnije dokumente za ocjenu patentabilnosti izuma čija se zaštita traži. Rezultat pretraživanja je Izvješće o međunarodnom pretraživanju (International Search Report (ISR)), zajedno s pisanim mišljenjem o patentibilnosti (Written Opinion (WO)). Podnositelj PCT prijave može izabrati ISA ovisno prijamnom uredu u kojim je podnositelj zahtjeva podnio međunarodnu prijavu. Rok za ispostavu ISR podnositelju je 9 mjeseci od datuma podnošenja PCT prijave patenta ili 16 mjeseci od najranijeg zahtjevanog prioriteta u slučaju da je prioritet zahtjevan.

#### Objavljivanje međunarodne prijave
Treći korak međunarodne faze postupka uključuje objavu međunarodne prijave i izvješća o međunarodnoj pretrazi, a pisano mišljenje postaje dostupno na PATENTSCOPE. Međunarodni ured WIPO, sa sjedištem u Ženevi, objavljuje PCT prijavu na jednom od deset "jezika objavljivanja": arapskom, kineskom, engleskom, francuskom, njemačkom, japanskom, korejskom, portugalskom, ruskom i španjolskom. Objava se obično odvija odmah nakon 18 mjeseci od datuma podnošenja ili, ako je zahtjevan prioritet, od najranijeg datuma traženja prioriteta. te objavljivanja međunarodne prijave zajedno s izvješćem o međunarodnoj pretrazi (A1 dokument) ili objavljivanja same međunarodne prijave (A2 dokument), te što prije nakon toga i izvješća o međunarodnoj pretrazi (A3 dokument). Nakon objavljivanja PCT prijave do 28 mjeseci od datuma najranijeg prioriteta, bilo koja treća strana može podnijeti primjedbe u pogledu novosti i inventivne razine izuma. Primjedbe se mogu podnijeti anonimno, a za njihovo podnošenje takvih zapažanja ne plaća se naknada.

#### Međunarodna dopunska pretraga
Prije isteka 22 mjeseca od najranijeg zahtjevnog prioriteta na zahtjev podnositelja PCT prijave patenta i uz uplatu dodatnih pristojbi može se provesti neobavezni četvrti korak međunarodne faze postupka - međunarodna dopunska potraga (Supplementary International Search (SIS)) međunarodne potrage koju može provesti jedna ili više ustanova za međunarodno pretraživanje (osim one koja je izvršila glavnu međunarodnu pretragu), što rezultira uspostavom dopunskog izvješća o međunarodnoj pretrazi. Ovu pretragu provodi Ovlašteno tijelo za dopunsku međunarodnu pretragu (Supplementary International Searching Authority (SISA)), a koje je u biti ISA koja nudi ovu uslugu (osim one koja je izvršila međunarodnu pretragu). Obično se SISA specifično fokusira na dokumente iz stanja tehnike na određenom jeziku za koji je specijalizirana. Cilj dopunske pretrage je smanjiti vjerojatnost pronalaska dodatnih dokumenata relevantnih za ocjenu patentibilnosti, koji bi mogli postati vidljivi tijekom kasnije nacionalne faze postupka i potencijalno ugroziti mogućnost priznanja patenta za izum.

#### Međunarodna prethodno ispitivanje
Ako podnositelj želi izmijeniti patentne zahtjeve i podnijeti argumente kako bi pobio negativno mišljenje međunarodnog ispitivača o patentibilnosti izuma izneseno u Pisanom mišljenju, osobito u slučaju nedostatka novosti, može podnijeti zahtjev za međunarodno prethodno ispitivanje (Demand for International Preliminary Examination) uz plaćanje odgovarajućih međunarodnih pristojbi. Tim zahtjevom pokreće se neobavezni peti korak:  međunarodno prethodno ispitivanje na novost, inventivnost i industrijsku primjenljivost čiji je rezultat uspostavljanje međunarodnog prethodnog izvješća o patentabilnosti (International preliminary report on patentability (IPRP Chapter II) od strane jednog od Ovlaštenih tijela za međunarodno prethodno ispitivanje (International Preliminary Examining Authority (IPEA)). Svrha ovog tijela je formirati prethodno mišljenje o novosti, inovativnoj razini i industrijskoj primjenjivosti prijavljenog izuma, a obzirom na izmijenjene patentne zahtjeve i imajući u vidu argumentaciju koju je podnositelj podnio uz Demand. [13] Ovo mišljenje daje podnositelju još detaljniji i realniji uvid u patentibilnost izuma, odnosno u vjerojatnost dobivanja patentne zaštite tijekom nacionalne/regionalne faze postupka. Rok za podnošenje zahtjeva za međunarodno prethodno ispitivanje je 3 mjeseca od datuma ispostave ISR i pisanog mišljenja podnositelju ili 22 mjeseca od prioriteta. Ako nije podnesen zahtjev za međunarodno prethodno ispitivanje, Međunarodni ured će uspostaviti međunarodno prethdono izvješće o patentibilnost (International preliminary report on patentability (IPRP Chapter I) na temelju pisanog mišljenja ISA.

### Nacionalna faza
Po završetku međunarodne faze, potrebno je poduzeti daljnje korake u svakom od nacionalnih (ili regionalnih) ureda od kojih podnositelj zahtjeva želi patent za izum na temelju svoje međunarodne prijave. Konkretno, prije isteka 30 mjeseci od datuma podnošenja PCT prijave ili najranijeg zahtjevanog prioriteta (ako se u PCT prijavi poziva na raniji prioritet) podnositelj zahtjeva mora platiti tim uredima potrebne nacionalne (ili regionalne) pristojbe, dostaviti im sve potrebne prijevode i angažirati patentnog zastupnika koji je ovlašten zastupati ga u postupku pred određenim nacionalnim/regionalnim uredom. Postoje zakonski vremenski rokovi u kojima se pojedini koraci nacionalne/regionalne faze moraju poduzeti, a koji ako se ne poduzmu u zadanom roku, učinak međunarodne prijave će prestati u bilo kojoj državi u kojoj rok nije ispunjen. Nacionalni (ili regionalni) uredi zatim ispituju patentibilnost izuma sukladno nacionalnom/regionalnom zakonodavstvu i donose odluku o priznanju ili odbijaju nacionalnog (ili regionalnog) patenta. Na podnositelju je da odluči hoće li ući u nacionalnu fazu i pred kojim nacionalnim/regionalnim uredom.

## Statistika
Prema podacima Međunarodnog ureda Svjetske organizacije za intelektualno vlasništvo (WIPO/OMPI) u 2018. godini je podneseno ukupno 253 000 PCT prijava patenta, što je gotovo 4% više nego u 2017. godini. Najveći broj prijava bio je iz područja digitalnih komunikacija, dok su prijave iz područja medicinske tehnologije činile 6.7% ukupnih patentnih prijava. U broju podnesenih prijava prednjače Sjedinjene Američke Države te potom Kina i Japan.